# Кеврола
Кевро́ла (Кевро́ль, Кегро́ль) — деревня в Пинежском районе Архангельской области. Административный центр Кевро́льского сельского поселения.

## География
Кеврола находится в среднем течении реки Пинега (на левом берегу), восточнее устья реки Немнюга. До райцентра Карпогоры — 6 км.

## История

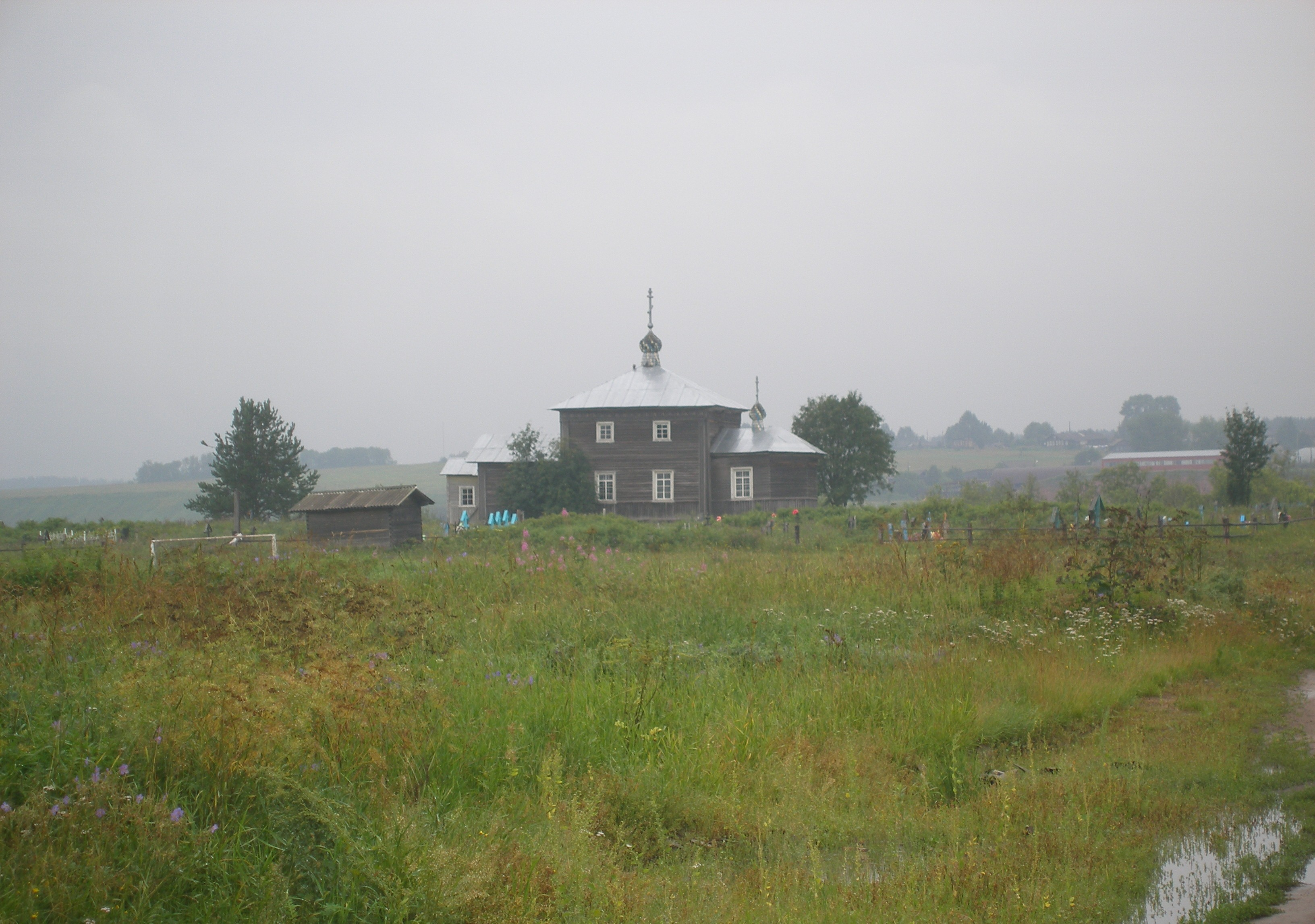
Кеврола. Кладбищенская церковь

Впервые Кевро́ла упоминается в летописи под 1137 годом.
В 1616 году был выделен Кеврольский уезд. В Кевроле находились воеводский, земский и кружечный дворы.
По переписи 1678 года в Кевроле было 18 крестьянских дворов. В 1769 году в Кевроле было два храма (Воскресенская, сгоревшая и восстановленная на прежнем месте в 1710 году, и шатровая Благовещенская), колокольня, дом воеводы, канцелярия, питейный двор и несколько десятков крестьянских и солдатских дворов (8 экономических дворов, 12 крестьянских дворов). В 1780 году воеводское управление здесь было упразднено, центром образованного Пинежского уезда стала Пинега, а Кеврола была переименована в Кеврольско-Воскресенский погост.
8 августа 1924 года в Карпогорской волости был образован Кеврольский сельский Совет рабочих, крестьянских и красноармейских депутатов. В состав сельсовета входили деревни: Васильевка, Исаковская, Обросовское, Полой, Горка, Грибово, Заозерье, Зуево, Мурино, Пестенниково, Харитоново, Едома, Корзинская, Юрас-Богатка, Бальково.
С 2006 года Кеврола является центром Кеврольского сельского поселения (МО «Кеврольское»).

## Население
| 2002 | 2010 | 2012 |
| ---- | ---- | ---- |
| 694  | ↘447 | ↗688 |

## Список воевод гг. Кевроли и Мезени
- 1. — 1613, 15 ноября, Михайло Иванович Спешнев. В Кевроле (после был воеводой в Данкове, 1625—1628; в Великом Устюге, 1639)
- 2. — 1616—1617, Ждан Малафеев (или Малофеев). На Мезени.
- 3. — 1618, Гаврило Моисеев. На Мезени.
- 4. — 1619—1620, Иван Зиновьев. На Мезени, потом в Кевроле и на Мезени.
- 5. — 1625—1626, июнь, Прокофий Федорович Соковнин. На Мезени (после был воеводой в Енисейске, 1635; боярин царя Михаила Федоровича, окольничий; отец Феодосии Морозовой («Боярыня Морозова»)).
- 6. — 1626, 1 июня 1628, Иван Степанович Стрешнев. На Мезени (до того был воеводой в г. Алексине, 1618).
- 7. — 1629, 26 февраля, Петр Юшков, подьячий Сава Лухнев (до этого был подьячим в Перми, 1622—1625). В Кевроле и на Мезени.
- 8. — 1630, март—1631, 23 февраля, Никита Федорович Панин (был также воеводой в Карачеве, 1614; в Одоеве, 1615; в Ржеве, 1618; в Валуйках, 1624—1626; в Пронске, 1633), подьячий Дмитрий Ключарев (1631, 23 февраля). На Мезени; в Кевроле и на Мезени.
- (Отсюда и до конца): В Кевроле и на Мезени:
- 9. — 1631, 7 сентября, Иван Степанович ***ин, да подьячий Петр Стоншин.
- 10. — 1637—1640, 25 января, Степан Михайлович Чириков (был также воеводой в Курске, 1631—1633; в Лебедяни, 1653—1655).
- 11. —С 1640, 25 января, Иван Кафтырев.
- 12. — 1644—1646, 26 декабря, Афанасий Пашков (после был воеводой в Енисейске, 1650—1655; в Иркутске, 1656—1661; на его средства в 1649 году был основан монастырь святого Артемия Веркольского).
- 13. — 1646, 26 декабря, Иван Самсонович Чевкин.
- 14.— До 1659, 1 марта, Максим Нащокин (после дважды был воеводой в Нижнем Новгороде, 1668—1669).
- 15. — 1659, 1 марта, Герасим Шишкин.
- 16. — 1661, 12 мая, Иван Елагин.
- 17. — 1666, 21 июля — 1668, 20 февраля, Василий Самарин.
- 18. — До 1671, декабрь, Петр Львов.
- 19. — 1671, декабрь, князь Степан Никитич Шайсупов.
- 20. — 1679, 13 июня, генерал-поручик Афанасий Фёдорович Траурнихт (в 1682—1684 — воевода в Великом Устюге).
- 21. — 1682, 12 февраля, стольник Гаврило Яковлевич Тухачевской (позже был воеводой в Пустозерском остроге, 1682; затем в Пензе, 1697—1699).
- 22. — 1684, 15 февраля, стольник Фёдор Веригин (известен тем, что основал на теперешнем месте город Тюмень).
- 23. — 1688, 10 марта, стольник Михайло Романович Воейков.
- Воеводе Мине Петровичу Хомутову царь Пётр I поручил наблюдать за сосланным в пределы его наместничества князем Василием Васильевичем Голицыным, фаворитом царевны Софьи Алексеевны.Схема Кеврольского уезда

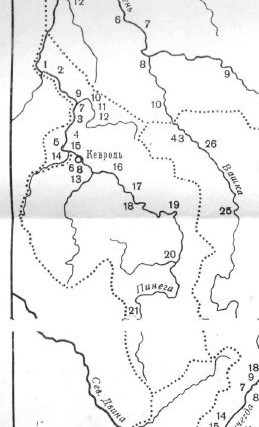
Схема Кеврольского уезда

## Кеврольский уезд
Волости: 1. Пильи Горы, 2. Перемская, 3. Чакола, 4. Пиринема, 5. Деревни по речке Немнюге, 6. Киглохта, 7. Старая Кеврола и Лохта; 8. Чухченема, 9. «На Шетогоре деревни», 10. Карпова гора, 11. Ваймуша, 12. Шардонема, 13. На Кушкополе, на Еркине, на Церкове горе; 14. Покшенга, 15. «На Марьиной горе», 16. Веркольская, 17. Лавела, 18. Сура, 19. Нюхча, 20. Выя, 21. Малая Пинежка.